# Bruno Porcelli
Bruno Porcelli (Tortona, 4 ottobre 1919 – ...) è stato un calciatore italiano, di ruolo attaccante.

## Carriera
Cresciuto nel Cesano Maderno, debutta in Serie B con il Vigevano nella stagione 1938-1939 disputando due campionati cadetti per un totale di 46 presenze e 19 reti, prima della retrocessione in Serie C avvenuta nel 1940. Nella stagione 1941-1942 è al Parma in Serie C.
Nel dopoguerra, dopo aver disputato il campionato misto di Serie B-C Alta Italia 1945-1946 con la Cremonese, torna a giocare in Serie B con il Mantova dove realizza 26 reti in 53 gare disputate nel corso di due anni.
Nel 1948 passa al Catania, con cui conquista la promozione in Serie B al termine della stagione 1948-1949; riconfermato tra i cadetti, gioca 24 partite segnando 7 reti nel campionato 1949-1950. Termina la carriera in Serie C con le maglie di Siena e Mantova ed in IV Serie con quella della Nocerina.

## Palmarès

### Club

#### Competizioni nazionali
- Serie C: 1

Catania: 1948-1949